# Perfect Cherry Blossom
Perfect Cherry Blossom. (яп. 東方妖々夢 То:хо: Ё:ё:му) — вертикальный скролл-шутер, 7-я часть серии Touhou Project.

## Сюжет
Зима в Гэнсокё не прекращается, несмотря на наступление мая, и три героини (Рэйму Хакурэй, Мариса Кирисамэ и Сакуя Идзаёй) пытаются разузнать причины задержки прихода весны. В зависимости от выбора игрока, одна из них отправляется в путь.
Поднявшись над облаками, из-за которых падают лепестки вишни, героиня оказывается перед вратами в мир мёртвых. Она сталкивается с получеловеком-полупризраком Ёму Компаку, которая объясняет, что похитила весну для того, чтобы помочь Сайгё Аякаси, вишнёвому дереву Потустороннего мира (Хакугёкуро), расцвести. После победы над Ёму героиня отправляется в Хакугёкуро, где сталкивается с Ююко Сайгедзи; та объясняет, что хочет воскресить душу, запечатанную в Сайгё Аякаси, а для этого дереву необходимо расцвести.
Героиня побеждает Ююко, однако, из-за ослабления печати, душа временно вырывается на свободу. Эта душа самой Ююко, и героине приходится избегать её атак до тех пор, пока печать не восстановится.
Через несколько дней Ююко просит героиню об одолжении. Для того, чтобы упростить похищение весны, граница между Потусторонним миром и Гэнсокё была ослаблена подругой Ююко — Юкари Якумо. Ююко просит найти Юкари и напомнить ей починить барьер. В ходе событий экстра-стадии героиня вновь сталкивается с Чэнь, которая оказывается сикигами Ран Якумо. После поражения Чэнь, Ран вступает с героиней в бой, и проиграв, советует вернуться ночью, чтобы встретиться с Юкари.
События фантазм-стадии происходят ночью: героиня побеждает ослабевшую Ран, Юкари, удивившись способностям героини, решает сразиться с ней, и, после тяжёлого боя, восстанавливает барьер.

## Геймплей
В игре представлено три играбельных персонажа (Рэйму Хакурэй, Мариса Кирисамэ и Сакуя Идзаёй), для каждого из которых перед началом игры можно выбрать один из двух типов атаки, различающихся характером стрельбы и действием бомб («карт заклинаний»).
Особенности
В Perfect Cherry Blossom добавлена система очков «Cherry»: стрельба по врагам и собирание определённых предметов увеличивает их число, использование бомб или потеря жизни — уменьшает. При накоплении 50 000 cherry-очков персонаж приобретает временный защитный барьер.
При переходе в фокус-режим становится виден хитбокс, также меняется характер стрельбы и используется другая карта заклинания.
Во время битв с боссами становится виден индикатор местонахождения противника.

## Уровни
| Уровень                | Название         | Босс середины стадии | Босс              |
| ---------------------- | ---------------- | -------------------- | ----------------- |
| Stage 1                | 白銀の春         | Чирно                | Летти Уайтрок     |
| Stage 2                | マヨヒガの黒猫   | Чэнь                 | Чэнь              |
| Stage 3                | 人形租界の夜     | Алиса Маргатройд     | Алиса Маргатройд  |
| Stage 4                | 雲の上の桜花結界 | Лили Уайт            | Сёстры Призмривер |
| Stage 5                | 白玉楼階段の幻闘 | Ёму Компаку          | Ёму Компаку       |
| Perfect Cherry Blossom | 彼の世に嬢の亡骸 | Ёму Компаку          | Ююко Сайгёдзи     |
| Extra Stage            | 妖怪の式の式     | Чэнь                 | Ран Якумо         |
| Phantasm               | 人妖の境界       | Ран Якумо            | Юкари Якумо       |